# GalaxyCore
GalaxyCore Inc. — китайская бесфабричная компания, ведущий в стране разработчик интегральных схем для КМОП-фотоматриц и драйверов жидкокристаллических дисплеев. Основана в 2003 году, официально зарегистрирована на Каймановых островах, фактическая штаб-квартира расположена в Шанхае. Компанию контролирует миллиардер Чжао Лисинь.

## История
GalaxyCore Shanghai Limited Corporation основали в сентябре 2003 года бизнесмены Чжао Лисинь, Лян Сяобинь, Ся Фэн и Ван Чжаохуэй. В 2005 году компания запустила массовое производство фотоматриц, а в 2013 году — драйверов дисплеев. В 2021 году GalaxyCore вышла на Шанхайскую фондовую биржу.

## Деятельность
GalaxyCore поставляет фотоматрицы от 80 тыс. до 13 млн пикселей, а также драйверы дисплеев с разрешением от QQVGA до Full High Definition (FHD).
Чипы GalaxyCore используются в мобильных телефонах, умных часах, фитнес-браслетах, планшетах, ноутбуках, мониторах компьютеров, умных телевизорах, цифровых камерах, платёжных терминалах, автомобильной электронике и промышленном оборудовании. Крупнейшими клиентами компании являются Oppo, Xiaomi, Lenovo и Samsung Electronics.
По итогам 2023 года основные продажи GalaxyCore пришлись на фотоматрицы для мобильных телефонов (47,7 %), драйверы для жидкокристаллических дисплеев (26,4 %) и другие фотоматрицы (25,8 %). Все 100 % продаж пришлись на Китай.
Штаб-квартира и исследовательский центр GalaxyCore расположены в Шанхае, офисы — в Шэньчжэне, Цзясине, Пекине, Сиане, Гонконге, Тайбэе, Сувоне и Индии.

## Акционеры
Крупнейшими акционерами GalaxyCore являются Ся Фэн (15,71 %), Walden International (15,2 %), Лян Сяобинь (14,81 %), China Asset Management (4,03 %), Wanjia Asset Management (3,99 %), Ван Чжаохуэй (3,18 %), Haibang Investment Management (2,92 %), Zhongdian Huadeng Ningbo Investment Management (2,27 %) и E Fund Management (1,2 %).